# Карягіна Олександра Володимирівна
Олександра Володимирівна Карягіна, більш відома, як Shy (нар. 31 березня 1992, м. Донецьк, Україна)— українська співачка. Учасниця 8-го сезону X-Фактору.

## Життєпис
Олександра Карягіна народилася 31 березня 1992 року в Донецьку.
Закінчила факультет іноземних мов Донецького національного університету (2014, спеціальність — філолог англійської та німецької мов).
Коли розпочалась війна на Сході України, вона влаштувалась працювати у міжнародну гуманітарну організацію «Червоний хрест».

## Творчість
У 2018 створила сольний проєкт «Shy». 
За підтримки співачки Maruv і саундпродюсера Boosin Shy артистка випустила міні-альбом «Loading» (2018). Пізніше альбом «Легіт» (2020).
З Дмитром Шуровим виконала пісню «Цілуй мене».

## Нагороди та відзнаки
- переможниця проєкту «Українська пісня/Ukrainian Song Project 2020» (2020, Львів)[4].